# Кочрен (Джорджія)
Кочрен (англ. Cochran) — місто (англ. city) в США, в окрузі Блеклі штату Джорджія. Населення — 5026 осіб (2020).

## Географія
Кочрен розташований за координатами 32°23′15″ пн. ш. 83°21′8″ зх. д. / 32.38750° пн. ш. 83.35222° зх. д. (32.387446, -83.352288).  За даними Бюро перепису населення США в 2010 році місто мало площу 12,33 км², з яких 11,88 км² — суходіл та 0,45 км² — водойми.

## Демографія
Згідно з переписом 2010 року, у місті мешкало 5150 осіб у 1622 домогосподарствах у складі 1072 родин. Густота населення становила 418 осіб/км².  Було 1909 помешкань (155/км²).
Расовий склад населення:
| - 48,5 % — чорних або афроамериканців - 48,2 % — білих - 1,6 % — азіатів - 0,1 % — корінних американців |

До двох чи більше рас належало 1,1 %. Частка іспаномовних становила 1,8 % від усіх жителів.
За віковим діапазоном населення розподілялося таким чином: 21,7 % — особи молодші 18 років, 65,3 % — особи у віці 18—64 років, 13,0 % — особи у віці 65 років та старші. Медіана віку мешканця становила 25,4 року. На 100 осіб жіночої статі у місті припадало 83,9 чоловіків;  на 100 жінок у віці від 18 років та старших — 78,7 чоловіків також старших 18 років.
Середній дохід на одне домашнє господарство  становив 56 490 доларів США (медіана — 30 273), а середній дохід на одну сім'ю — 77 666 доларів (медіана — 46 094). Медіана доходів становила 31 972 долари для чоловіків та 33 650 доларів для жінок. За межею бідності перебувало 38,1 % осіб, у тому числі 56,4 % дітей у віці до 18 років та 26,0 % осіб у віці 65 років та старших.
Цивільне працевлаштоване населення становило 1238 осіб. Основні галузі зайнятості: освіта, охорона здоров'я та соціальна допомога — 31,0 %, роздрібна торгівля — 16,8 %, виробництво — 9,6 %, мистецтво, розваги та відпочинок — 7,7 %.